# Communauté de communes Sud Nivernais
La communauté de communes Sud Nivernais est une communauté de communes française située dans le département de la Nièvre en région Bourgogne-Franche-Comté.

## Histoire
La communauté de communes est créée au 1er janvier 2017 par arrêté du 14 novembre 2016. Elle est formée par fusion de la communauté de communes du Sud-Nivernais et de la communauté de communes Fil de Loire, étendue aux communes de La Fermeté et Toury-Lurcy.

## Administration
| Période         | Période               | Identité          | Étiquette | Qualité                                                                  |
| --------------- | --------------------- | ----------------- | --------- | ------------------------------------------------------------------------ |
| 10 janvier 2017 | décembre 2017 (décès) | Jean-Noël Le Bras | PS        | Ancien directeur de Centre d'Aide au Travail Maire de Decize (1989-1995) |
| décembre 2017   | En cours              | Régine Roy        | SE        | Première adjointe, puis maire d'Imphy                                    |

### Conseillers
Le conseil communautaire de la communauté de communes se compose de - conseillers pour la mandature 2020-2026, répartis comme suit :
| Nombre de conseillers | Communes                  |
| --------------------- | ------------------------- |
| 11                    | Decize                    |
| 7                     | Imphy                     |
| 6                     | La Machine                |
| 3                     | Saint-Léger-des-Vignes    |
| 2                     | Lucenay-lès-Aix           |
| 1                     | Les 15 communes restantes |

## Listes des communes
La communauté de communes est composée des 20 communes suivantes :

| Nom                     | Code Insee | Gentilé       | Superficie (km2) | Population (dernière pop. légale) | Densité (hab./km2) |
| ----------------------- | ---------- | ------------- | ---------------- | --------------------------------- | ------------------ |
| Decize (siège)          | 58095      | Decizois      | 48,22            | 5 025 (2022)                      | 104                |
| Avril-sur-Loire         | 58020      | Avrilois      | 24,86            | 247 (2022)                        | 9,9                |
| Béard                   | 58025      | Béardais      | 7,71             | 161 (2022)                        | 21                 |
| Champvert               | 58055      | Champivertins | 46,12            | 744 (2022)                        | 16                 |
| Cossaye                 | 58087      | Cossayais     | 51,17            | 657 (2022)                        | 13                 |
| Devay                   | 58096      | Devaysiens    | 12,08            | 472 (2022)                        | 39                 |
| Druy-Parigny            | 58105      | Druydes       | 25,12            | 303 (2022)                        | 12                 |
| La Fermeté              | 58112      | Fermetois     | 36,02            | 622 (2022)                        | 17                 |
| Fleury-sur-Loire        | 58115      | Fleurissois   | 19,74            | 228 (2022)                        | 12                 |
| Imphy                   | 58134      | Imphicois     | 16,62            | 3 175 (2022)                      | 191                |
| Lamenay-sur-Loire       | 58137      | Lamenayais    | 11,53            | 68 (2022)                         | 5,9                |
| Lucenay-lès-Aix         | 58146      | Lucenayais    | 55,05            | 951 (2022)                        | 17                 |
| La Machine              | 58151      | Machinois     | 17,95            | 3 213 (2022)                      | 179                |
| Saint-Germain-Chassenay | 58241      |               | 24,03            | 309 (2022)                        | 13                 |
| Saint-Léger-des-Vignes  | 58250      | Léogartiens   | 9,18             | 1 669 (2022)                      | 182                |
| Saint-Ouen-sur-Loire    | 58258      | Audonniens    | 23,71            | 482 (2022)                        | 20                 |
| Sougy-sur-Loire         | 58280      | Sougyçois     | 32,92            | 590 (2022)                        | 18                 |
| Thianges                | 58291      | Thiangeois    | 12,8             | 173 (2022)                        | 14                 |
| Toury-Lurcy             | 58293      | Touryçois     | 25,54            | 406 (2022)                        | 16                 |
| Verneuil                | 58306      |               | 26,86            | 276 (2022)                        | 10                 |